# Мур, Роберт Томас
Роберт Томас Мур (1882—1958) — американский бизнесмен, орнитолог, филантроп, основатель поэтической награды Borestone Mountain Poetry Awards (вручалась еще много лет после смерти Мура, до 1977 года).
Сын состоятельного филадельфийского бизнесмена Генри Д. Мура, Мур преуспел в меховом (зверофермы) бизнесе. Он получил степени бакалавра в 1904 и M. A. в 1905 году, в университетах Филадельфии и в Гарварде соответственно.
В 1929 году Мур стал первым покорителем эквадорского стратовулкана Сангай.

## Вклад в орнитологию
Мур опубликовал около 60 научных работ по орнитологии. В 1911—1916 годах он редактировал орнитологический журнал Cassinia. В 1933 году Р. Т. нанял Честера С. Лэмба, чтобы тот собирал для него птиц. Их сотрудничество продлилось 22 года. Мур собрал огромную коллекцию птиц и открыл несколько новых видов пернатых.